# Kuno Arndt von Steuben
Pour les articles homonymes, voir Steuben.
Kuno Arndt von Steuben, né le 9 avril 1855 et mort le 14 janvier 1935, est un officier prussien qui sert comme général allemand durant la Première Guerre mondiale.

## Famille
Kuno est membre de la famille von Steuben (de), dont est aussi issu le général Friedrich Wilhelm von Steuben (1730-1794) qui s'est illustré lors de la guerre d'indépendance des États-Unis.
Kuno est le fils aîné du Generalmajor Arndt von Steuben (de) (1826-1900) et de Julie Antoinette von Tschirschky und Bögendorff (1833–1903), de la famille von Tschirschky. Ses trois frères sont eux aussi dans l'armée :
- Berndt (1856-1930) colonel ;
- Ernst (1871-1938) lieutenant-colonel ;
- Anton (de) (1858-1928) Generalmajor[1].

## Début de carrière
Après ses études secondaires au Gymnasium d'Eisenach, il entre à l'école des cadets (Kadettenschule) du château d'Oranienstein (de) le 3 août 1868, puis intègre l'école principale prussienne des cadets à Groß-Lichterfelde (la banlieue sud-ouest de Berlin) le 1er mai 1871. Affecté en 1874 au 39e régiment de fusiliers, le régiment de son père, à Düsseldorf comme second-lieutenant, il passe adjudant en 1875. En 1879, il se marie avec la fille du commandant de son bataillon.
Après son stage à la Kriegsakademie de 1883 à 1886, il obtient en 1893 le grade de capitaine avec des affectations au sein des états-majors. Il reçoit le commandement d'une compagnie du 59e régiment d'infanterie pendant un courte période, avant de rejoindre les états-majors, notamment à Altona, puis au Grand État-Major général (Großer Generalstab). Après sa prise de commandement d'un bataillon du 87e régiment d'infanterie (de) à Mayence, il rejoint de nouveau le Großer Generalstab.
Après une période comme instructeur à la Kriegsakademie de 1900 à 1902, il est nommé chef d'état-major du 8e corps d'armée à Coblence. Steuben occupe ce poste d'abord auprès du grand-duc héritier Frédéric II de Bade, puis auprès de son successeur, le général d'artillerie Adolf von Deines. En 1904, le colonel von Steuben est chef de la section des manœuvres (Manöverabteilung) au Grand État-Major. Moltke le nomme Generalmajor avec le poste d'haut quartier-maître. En février 1911, il passe Generalleutnant avec le commandement de la 36e division d'infanterie à Dantzig. À partir du 4 septembre 1913, il est le directeur de l'académie de guerre de Prusse.

## Première Guerre mondiale
Lors de la mobilisation allemande de 1914, Steuben est affecté au commandement du 18e corps de réserve, avec promotion au grade de General der Infanterie le 19 août. Au sein de la 4e armée, son corps participe à la bataille des Frontières, lors des combats autour de Neufchâtel (Ardenne belge).
Steuben reçoit le 13 octobre 1915 la décoration Pour le Mérite à la suite des combats de Champagne (de septembre à novembre 1915). En 1916, son corps est affecté à Verdun, combattant en septembre près du fort de Souville. Au printemps 1917, Steuben prend le commandement de la 11e armée en Macédoine. En 1918, ses troupes retraitent jusque derrière le Danube ; il ne quitte la Hongrie qu'en décembre 1918. Steuben est retiré du service actif le 31 janvier 1919.